# Rosario Bléfari
Rosario Bléfari (Mar del Plata, 24 de diciembre de 1965-Santa Rosa, 6 de julio de 2020) fue una cantante, actriz, escritora y poeta argentina. Considerada un emblema del rock independiente argentino a partir de la década de los 90, creó y lideró el grupo de rock alternativo y pop experimental Suárez, además de las bandas Sué Mon Mont y Los Mundos Posibles. Después de la separación de su primera banda, en 2001, comenzó una carrera como artista solista, con la que cosechó siete discos de estudio. Además, se destacó por su labor como escritora y actriz, especialmente por su participación en la película Silvia Prieto (1999).

## Biografía

### Carrera musical
Bléfari lideró por diez años la banda de rock alternativo Suárez, con la que grabó cuatro discos de estudio. El debut de la banda se produjo en diciembre de 1989 en el bar Bolivia del barrio de San Telmo. De la primera etapa (1988-1989) solo existe un registro en video realizado por Erika Escoda de la canción «Para amarte» (inédita en los álbumes del grupo). A principios de los noventa (1990-1991) se consolidó la propuesta y, luego de la edición de algunos temas en compilados durante 1992 (Ruido Cassette) y 1993 (CD Ruido), en 1994 se editó su primer trabajo, Hora de no ver.
En 2001, durante el verano, Suárez dio sus últimos conciertos y a finales del mismo año la banda se separó, por lo que Bléfari comenzó su etapa solista, durante la cual editó siete álbumes y un EP.
En los años 2010, en paralelo a su carrera solista, Bléfari lideró la banda Sué Mon Mont, con la cual editó un álbum y un EP, y formó con Julián Perla el duó Los Mundos Posibles, que editó el álbum Pinturas de guerra en 2018. En 2015, para acompañar el estreno de Entre dos luces, un documental sobre Suárez, en el Festival Internacional de Cine de Mar del Plata, la banda se reunió y, en los años siguientes, volvieron a tocar ocasionalmente.

### Labor en cine y literatura
Además de su carrera musical, Bléfari participó en varios filmes, telefilms, obras de teatro y performances de directores como Martín Rejtman, Raúl de la Torre, María Luisa Bemberg, Gustavo Mosquera, Mariano Galperín y Albertina Carri, entre otros, y publicó cinco libros de poemas, dos de obras de teatro y de cuentos y numerosos artículos y ensayos en revistas y diarios.

### Fallecimiento
Bléfari falleció el 6 de julio de 2020 a causa de un infarto ocasionado por un estado de inmuno-depresión que sufrió luego de enfrentar un tratamiento contra el cáncer, a los 54 años de edad. Tras su fallecimiento, diversas figuras públicas la recordaron, entre ellas, Mariana Enríquez, Marta Dillon, Tamara Tenenbaum, Dani Umpi, Ignacio Herbojo, Juliana Gattas, Marina Mariasch, Andrea Álvarez, Charo López y Virginia Cosin.

## Discografía

### Con Suárez
- Hora de no ver (1994)
- Horrible (1995)
- Galope (1996)
- Excursiones (1999)
- 29:09:00 (EP, 2000)
- La colección (recopilación, 2005)

### Como solista
- Cara (2001)
- Estaciones (2004)
- 4 Women No Cry (2005)
- Misterio relámpago (2006)
- Versiones relámpago (2006)
- Calendario (2008)
- Privilegio (2011)
- Rosario Bléfari y Dani Umpi en Casa Brandon (en vivo) (2017)
- Brazos en Huelga (EP, 2017)
- Sector apagado (2019)

### Con Sué Mon Mont
- Sué Mon Mont (2014)
- Contratiempo (EP, 2015)

### Con Los mundos posibles
- Pintura de guerra (2018)

## Filmografía

### Películas
- Pobre mariposa (1986)
- Doli vuelve a casa (corto, 1986)
- Color escondido (1988)
- Lo que vendrá (1988)
- Yo, la peor de todas (1990)
- Urgente (corto, 1990)
- Vértigos (corto, 1993)
- 1000 boomerangs (1995)
- Rapado (1996)
- Silvia Prieto (1999)
- Hotel, hotel (2002)
- Urgente (2006)
- La señal (TV, 2007)
- Un mundo misterioso (2011)
- Verano (2011)
- Los dueños (2013)
- Adiós, entusiasmo (2017)
- La idea de un lago (2017)
- Planta permanente (2019)

### Documentales
- Cenando con Suárez (1999)
- Historias de Argentina en vivo (2001)
- Entre dos luces: Suárez. Primera parte (2015)
- Cien caminos: Suárez. Segunda parte (2018)
- El arte musical. Rosario Bléfari y banda (2020)

## Literatura

### Poesía
- Poemas en prosa (2001)
- La música equivocada (2009)
- Antes del río (2016)
- Poemas de los 20 en los 80 (2019)

### Diarios
- Diario de dinero (2020)
- Diario de la dispersión (2023)

### Cuento
- Mis ejemplos (2016)
- Las reuniones (2018)

### Teatro
- Somos nuestro cerebro (2003)
- Somos nuestros genes (2005)